# 肉丸 (漫畫家)
肉丸（日语：／ Nikumaru，5月5日—）是日本漫畫家。廣島縣出身。作品《Bad Girl 不良少女》獲得「下一部人氣漫畫大賞2022」提名。

## 作品
- 《橘さんは嗅ぐわしい》（Beaglee Inc.（日语：ビーグリー）《漫画王国（日语：まんが王国）[2]》）

- 《你得对我的肚子负责！》（KADOKAWA《Comic Newtype（日语：Comic Newtype）》2021年7月30日－2022年7月29日）

- 《Bad Girl 不良少女》（芳文社《Manga Time Kirara Carat》2021年5月號[3]－連載中）

- 《他的女友》（小学館《Sunday Webry（日语：Sunday Webry）》2022年9月30日－連載中）

- 《男3人揃ったところでナニも起きないはずもなく》（KADOKAWA《漫畫電擊大王G[4]》）

## 外部連結
- 肉丸的X（前Twitter）（日語）